# 코넬 웨스트

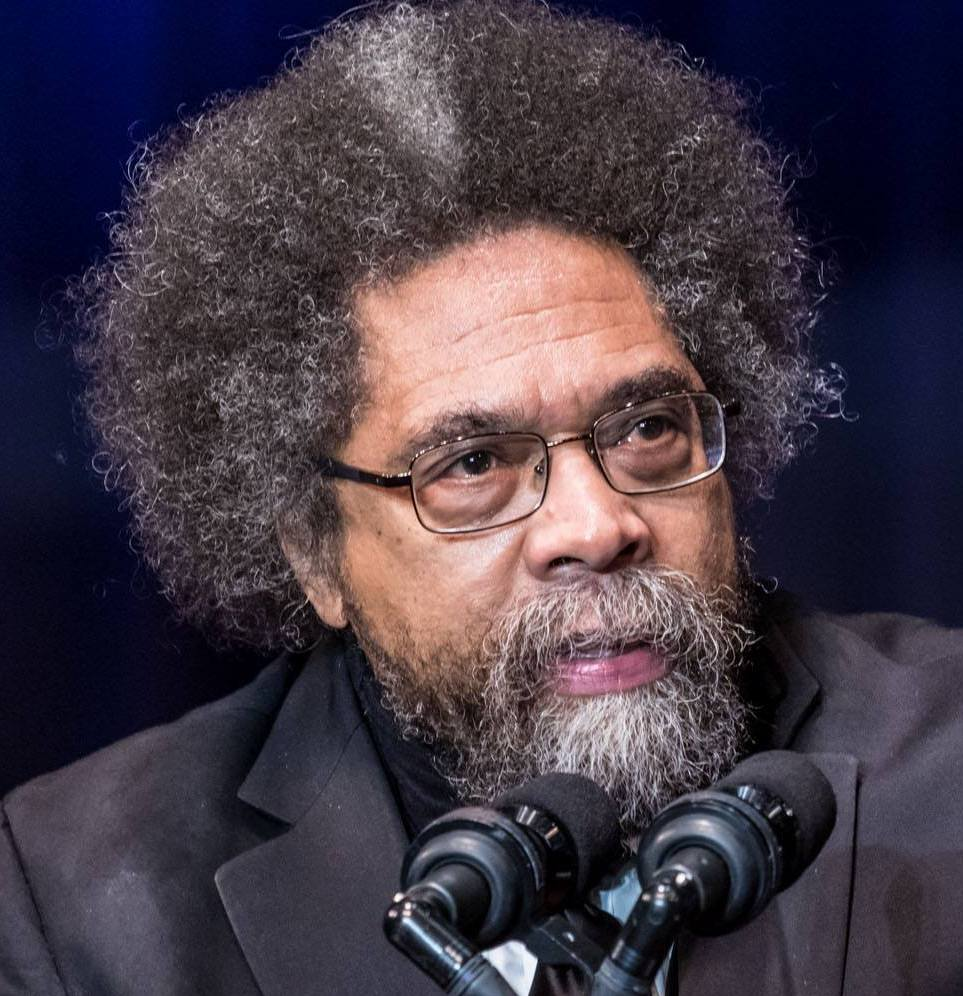

코넬 웨스트(Cornel Ronald West, 1953년 6월 2일 ~)는 미국의 철학자, 신학자 및 사회 운동가이다. 웨스트는 미국의 좌파 정치에서 거침없는 목소리이다. 그는 하버드 대학교, 프린스턴 대학교, 예일 대학교, 뉴욕 유니언 신학교에서 교수직을 가졌다. 그는 또한 많은 매체에서 정치와 사회 문제에 대해 자주 논평을 한다.

## 같이 보기
- 미국 철학
- 기독교 좌파

## 역대 선거 결과
| 선거명      | 직책명        | 대수 | 정당   | 득표율 | 득표수 (선거인단) | 결과 | 당락 |
| ----------- | ------------- | ---- | ------ | ------ | ----------------- | ---- | ---- |
| 2024년 선거 | 미국의 대통령 | 47대 | 무소속 | 0%     | 표 (명)           | 위   |      |